# Шпанско-португалски ратови
Шпанско-португалски ратови или Рат за обнову Португалије вођени су у периоду 1640-1668. године.

## Узрок
Персонална унија са Шпанијом, наметнута Португалији после изумирања ависке династије 1581. године допринела је наглом економском слабљењу Португалије. Притиснута порезима, војнички ослабљена великим губицима у наметнутим ратовима у саставу шпанских снага, лишена свих значајних колонија, Португалија је чекала погодан моменат за ослобођење и отцепљење.

## Почетак рата
Охрабрена неуспесима Шпаније у Шпанско-француским ратовима, Португалија, упркос неуспелом устанку из 1637. године, приступа савезу са Француском. После устанка, Португалија 1640. године проглашава своју независност. Рат са Шпанијом се наставља. Португалци побеђују Шпанце у бици код Монтиха од 26. маја 1644. године, а од 1656. до 1661. године ангажовани су у холандско-португалском рату.

## Рат
Пет највећих битака Рата за обнову Португалије су:
- Битка код Монтиха (26. мај 1644. година)
- Битка код Елваса (14. јануар 1659. година)
- Битка код Еворе (8. јун 1663. година)
- Битка код Сијудад Родрига (7. јул 1664. година)
- Битка код Монтиш Кларуша (17. јун 1665. година)

Јануара 1659. године, Шпанци губе у бици код Елваса. Изиграна од Француске која се исте године Пиринејским миром обавезала да обустави помоћ Португалији, приморана је да сама и са крајњим напорима настави борбу против Шпанаца. Наилази низ португалских победа: 8. јуна 1663. године повраћена је Евора, 7. јула 1664. године Шпанци трпе пораз код Сијудад Родрига, а 17. јуна 1665. године код Монтиш Кларуша и Виле Висозе. Све је то притисло Шпанију да Лисабонским миром призна независност Португалији.